# Península (bairro do Rio de Janeiro)

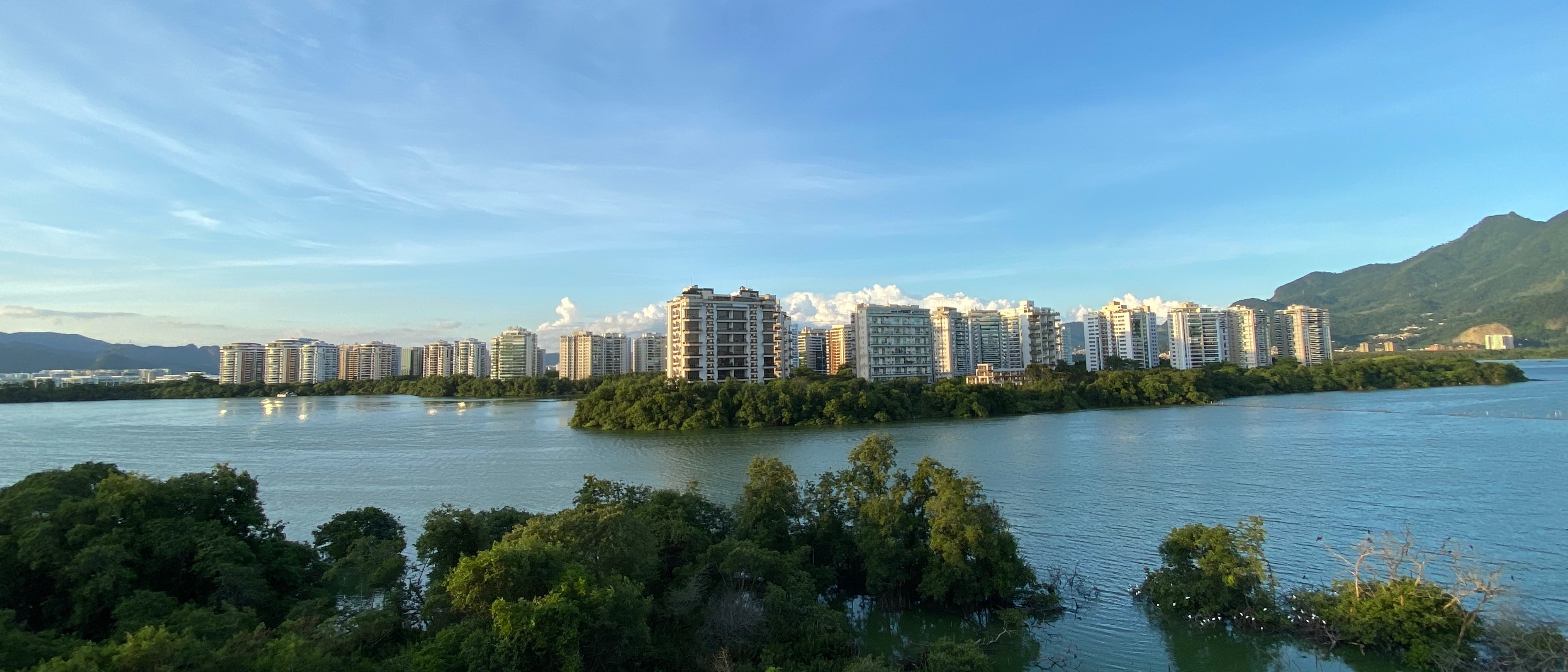
Vista da Península do terraço do shopping Village Mall, em 2019.

A Peninsula é um sub-bairro nobre localizado na Barra da Tijuca do Rio de Janeiro que ocupa uma área de 780 mil metros quadrados. Tem uma população estimada de 28.000 pessoas com uma baixa taxa de ocupação do terreno — apenas 8% de área edificada.
Passou a ficar conhecida devido a sua importância prática para o estudo da urbanização moderna na arquitetura brasileira - com o conceito de desenvolvimento sustentável, atualmente em estudo em cursos de arquitetura. Foi desenvolvida a partir de projeto próprio para a área de Fernando Chacel — importante paisagista brasileiro e aluno de Burle Marx.  É reconhecidamente uma área que cresceu com o uso do desenvolvimento sustentável, a partir do projeto de Chacel, com a forte presença da natureza na região.

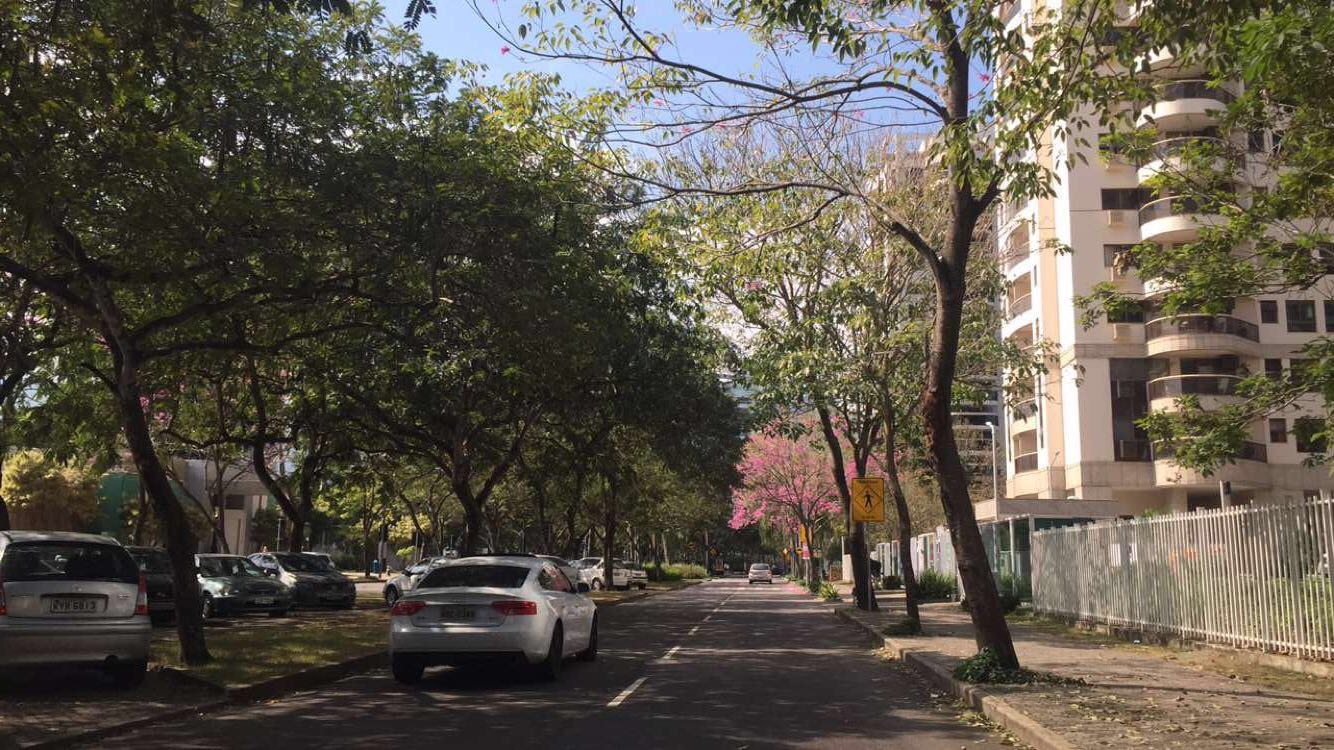
Avenida das Acácias, uma das ruas do condomínio.

O sub-bairro, com baixa ocupação e desenvolvimento sustentável, tem um Índice de Desenvolvimento Humano - IDH - superior ao da Barra da Tijuca.[carece de fontes?]

## Localização
É a formação de uma península dentro da Lagoa da Tijuca, com acesso por terra e por água (píer).
É vizinha aos shoppings CasaShopping, Barra Shopping, Via Parque e Village Mall, O2 Corporate Offices , CEO Offices e ligadas a eles por água e terra. A área da Península tem duas entradas e duas saídas terrestres, não sendo uma área de livre circulação.

É local da Capela de Santo Antônio, inaugurada em 2011, filiada à matriz da Igreja de Nossa Senhora da Vitória na Barra da Tijuca.

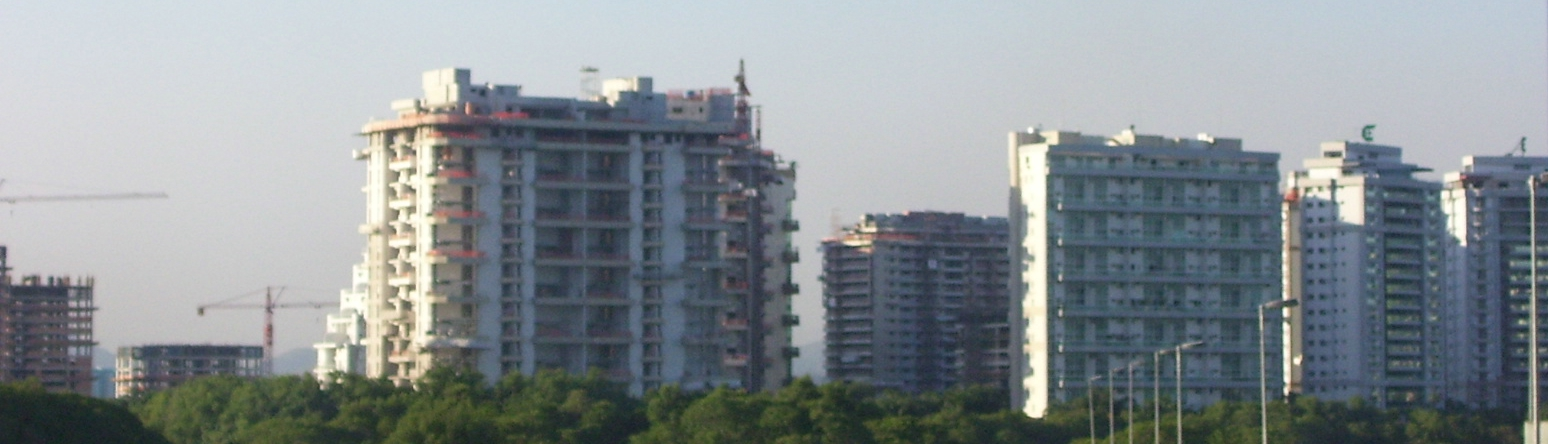
Foto da Peninsula em 2007, ainda com vários prédios em construção.

## Dados econômicos
A área da Peninsula é habitada por construções novas (a partir do ano 2000) com um IDH (Indice de Desenvolvimento Humano) acima da própria Barra da Tijuca, notoriamente ocupada pela classe alta.[carece de fontes?]
A Península também foi sede do evento da Casa Cor 2013, primeira exposição da Casa Cor a ser realizado na Barra da Tijuca e fora da Zona Sul no Rio de Janeiro.

## Cultura
A incorporação da região da Peninsula foi feita com a ornamentação permanente de uma espécie de museu a céu aberto com esculturas Franz Weissmann, Gerchman, Caciporé Torres, Sônia Eblin, Ascânio MMM, Emmanuel Araujo e Mário Agostinelli entre os parques ecológicos dentro da região administrativa.

## Meio-ambiente

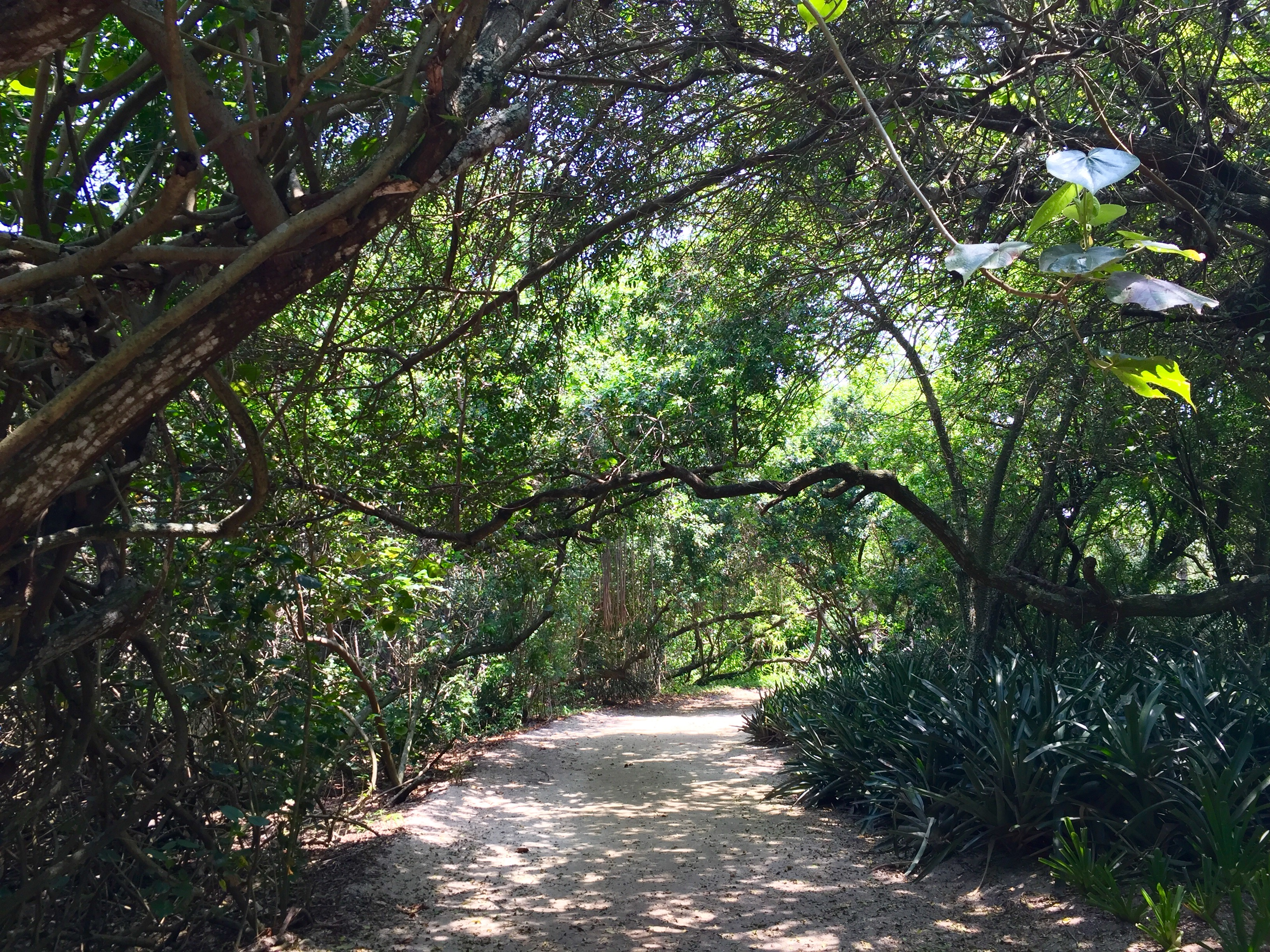
Jardim das Frutíferas, um dos vários bosques na área da Península.

O projeto de paisagismo da Península foi obra de Fernando Chacel. Estima-se que o tempo total para preparação do terreno da Península para sua urbanização foi de 20 anos.
Com o uso do desenvolvimento sustentável, a área da Península foi preparada para ocupação consciente do terreno, sendo um projeto único no Brasil. A baixa taxa de ocupação permitiu o crescimento com o uso do desenvolvimento sustentável.
Alguns pontos que ressaltam o cuidado do projeto de consolidação da Peninsula é que foi feito levando em conta o tratamento de esgoto não despejado nas lagoas, utilização de barragens para evitar proliferação de gigogas, preservação constante dos jardins do condomínio como incentivo à fauna nativa da região.
A Península é ganhadora dos prêmios "Prêmio ADEMI-Rio Máster Imobiliário 2005” – Categoria Desenvolvimento Urbano e Prêmio FIABCI Máster Imobiliário Nacional 2006” – Categoria Desenvolvimento Urbano." Atualmente é referência para estudos de projetos arquitetônicos com o uso do desenvolvimento sustentável lecionados em faculdades.